# Joan Chittister
Joan D. Chittister OSB (* 26. April 1936 in DuBois, Pennsylvania, geb. Daughtery) ist eine US-amerikanische benediktinische Ordensschwester, Autorin, Vortragsreisende und Friedensaktivistin.

## Leben und Wirken
Sie ist Mitglied eines Konvents benediktinischer Schwestern in Erie (Pennsylvania), in den sie als Sechzehnjährige eintrat und wo sie zwölf Jahre lang als Priorin diente. Chittister studierte an der University of Notre Dame, von der sie einen Magistergrad erhielt, und promovierte in speech-communication theory an der Pennsylvania State University.
2001 erhielt sie den Thomas Merton Award für Frieden und soziale Gerechtigkeit.
2006 hatte sie bei Meet the Press mit Tim Russert einen Auftritt als Teil eines geladenen Podiums. Während der Beisetzung von Johannes Paul II. sowie bei der Wahl von Benedikt XVI. im April 2005 war sie Kommentatorin für die BBC aus Rom. 2007 erhielt sie den Hans-Küng-Preis von der Association for the Rights of Catholics in the Church sowie den „Outstanding Leadership Award“ der Leadership Conference of Women Religious. Sie hat zahlreiche Ehrendoktorgrade und andere Preise bekommen. 2008 trat sie zusammen mit dem Dalai Lama in Seattle auf, hielt an der Washington National Cathedral eine Rede und nahm an einer Frauenkonferenz teil, die von Maria Shriver, der First Lady von Kalifornien organisiert wurde.
Chittisters Forderung nach Frauenordination in der römisch-katholischen Kirche sowie ihre Behauptung einer ungleichen Stellung der Frau innerhalb der Kirche haben ihre Akzeptanz in den Teilen der Kirche gemindert, die an der Stellung der Frau in der römisch-katholischen Kirche nichts verändern wollen.
Ihre Biographie erschien 2015 unter dem Titel Joan Chittister: Her Journey from Certainty to Faith.

## Werke
Sie ist Autorin von etwa vierzig Büchern, darunter: Welcome to the Wisdom of the World, The Tent of Abraham - Stories of Hope and Peace for Jews, Christians and Muslims, In Search of Belief, Called to Question und The Friendship of Women: The Hidden Tradition of the Bible. Fünf davon sind ins Deutsche übersetzt worden.
Jüngere Veröffentlichungen
- The Breath of the Soul. Twenty-Third Publications, Mystic CT 2009.
- Joan Chittister: In My Own Words. Liguori Publications, Liguori MO 2008.
- The Gift of Years. BlueBridge Publishers, New York 2008, ISBN 978-1-933346-10-6 / ISBN 1-933346-10-8
- Welcome to the Wisdom of the World. Eerdmans, Grand Rapids, MI, 2007.